# Тарамазд
Тарамазд (перс. طرمزد) — село в Ірані, у дегестані Машгад-е Мікан, в Центральному бахші, шахрестані Ерак остану Марказі. За даними перепису 2006 року, його населення становило 425 осіб, що проживали у складі 129 сімей.

## Клімат
Середня річна температура становить 13,70°C, середня максимальна – 33,25°C, а середня мінімальна – -8,95°C. Середня річна кількість опадів – 276 мм.
| Клімат поселення                              | Клімат поселення | Клімат поселення | Клімат поселення | Клімат поселення | Клімат поселення | Клімат поселення | Клімат поселення | Клімат поселення | Клімат поселення | Клімат поселення | Клімат поселення | Клімат поселення | Клімат поселення |
| Показник                                      | Січ.             | Лют.             | Бер.             | Квіт.            | Трав.            | Черв.            | Лип.             | Серп.            | Вер.             | Жовт.            | Лист.            | Груд.            |                  |
| Середній максимум, °C                         | 8,40             | 11,08            | 16,50            | 21,38            | 24,95            | 31,96            | 33,25            | 32,28            | 27,70            | 21,55            | 14,96            | 8,61             |                  |
| Середня температура, °C                       | −0,28            | 2,40             | 7,82             | 12,71            | 16,28            | 23,29            | 27,23            | 26,23            | 21,66            | 15,52            | 8,92             | 2,56             |                  |
| Середній мінімум, °C                          | −8,95            | −6,28            | −0,83            | 4,04             | 7,60             | 14,62            | 21,19            | 20,21            | 15,63            | 9,48             | 2,88             | −3,46            |                  |
| Норма опадів, мм                              | 40               | 40               | 49               | 33               | 25               | 3                | 1                | 1                | 0                | 12               | 29               | 43               |                  |
| Середньомісячна швидкість вітру, м/с          | 2.16             | 2.06             | 2.78             | 3.12             | 2.81             | 2.60             | 2.61             | 2.50             | 2.30             | 2.30             | 1.72             | 1.88             |                  |
| Середньомісячна сонячна радіація, кДж/м²·день | 9130             | 12609            | 15072            | 18434            | 22397            | 26824            | 25847            | 24165            | 21121            | 15657            | 10965            | 8992             |                  |
| --------------------------------------------- | ---------------- | ---------------- | ---------------- | ---------------- | ---------------- | ---------------- | ---------------- | ---------------- | ---------------- | ---------------- | ---------------- | ---------------- | ---------------- |
| Джерело:                                      |                  |                  |                  |                  |                  |                  |                  |                  |                  |                  |                  |                  |                  |